# Sheohar (stad)
Sheohar is een notified area in het district Sheohar van de Indiase staat Bihar. 

## Demografie
Volgens de Indiase volkstelling van 2001 wonen er 21.327 mensen in Sheohar, waarvan 53% mannelijk en 47% vrouwelijk is. De plaats heeft een alfabetiseringsgraad van 35%. 